# Yucca schidigera
Yucca schidigera és una espècie de petit arbre de la família de les Agavàcies.

## Distribució
És nativa del Desert de Mojave i del Desert de Sonora al sud-est de Califòrnia, Baixa Califòrnia, sud de Nevada i oest d'Arizona.

## Hàbitat
Creix als deserts rocosos i a Creosota, entre els 300 i 1.200 m d'altitud, rarament sobre els 2.500 msnm. Necessiten molt Sol i un excel·lent drenatge. Està relacionat amb Yucca baccata, que es distribueix a les mateixes àrees.

## Descripció
És un petit arbre que arriba als 5 m d'alçada amb una densa corona de fulles disposades com en baioneta al final del tronc basal. L'escorça és de color gris-marró i està coberta per les fulles mortes prop de la copa. Les mesuren de 3 a 15 dm de longitud i de 4 a 11 cm d'amplitud a la base, còncau-convexes, gruixudes, molt rígides i de color groc-verdós a blau-verdós.
Les flors són de color blanc i, a vegades, amb tints porpres, acampanades i de 3 a 5 cm de longitud que es produeixen en compactes grups de 6-12 dm d'alçada al final del tija. El fruit és una càpsula carnosa i verda que, al madurar, a finals de l'estiu, es torna coriàcia i de color marró fosc. Els fruits mesuren de 5 a 11,5 cm de longitud i de 3 a 4 cm d'ample.

## Usos
Les fibres de les fulles van ser utilitzades pels nadius americans per a fer cordes, sandàlies i tela. Les flors i els fruits es podien menjar i les llavors negres es molien fins a fer una farina. Les arrels s'utilitzaven per a fer sabó. Actualment, els extractes d'aquesta planta s'usen per a l'alimentació animal i per a diversos productes de plantes medicinals. Alguns informes afirmen que els nadius americans es rentaven els cabells amb iuca per a combatre la caspa i la caiguda del cabell. També s'ha utilitzat per a tractar els mals de cap, sagnats, la gonorrea, l'artritis i el reumatisme. També s'ha usat com a desodorant natural, a més de com a desodorant de mascotes.